# آبدان (دیر)
آبدان نام شهری در استان بوشهر ایران است. شهر آبدان مرکز بخش آبدان در شهرستان دیر است.

## جمعیت
براساس سرشماری سال ۱۳۹۵ جمعیت شهر آبدان ۶٬۸۲۷ نفر (۱٬۸۱۹ خانوار) می‌باشد.

## وجه تسمیه
آبدان یعنی جایی که آب فراوان دارد. چنین اسمی برای این منطقه چندان هم بی مسمی نیست زیرا آبدان دره‌ای به نام درة جاشک دارد که سیلاب‌ها و حوضه آبریز دو رشته کوه که باهم دوازده کیلومتر فاصله دارند، به سوی این دره جاری می‌شود و پس از آبیاری کردن زمین‌های کشاورزی که در دو طرف جاده بوشهر کنگان در شمال آبدان قرار دارد، به خور بردستان و سپس به خلیج زیبای فارس می‌ریزد.

## مردم
مردم آبدان به زبان فارسی جنوبی با گویش منحصر به فرد آبدانی صحبت می‌کنند. گویش آبدانی با زبان اچمی (لارستانی) و گویش بردستانی و گویش دشتیِ خورموجی قرابت دارد.

## تاریخچه
آبدان قدمتی ۳۰۰ ساله دارد. البته آثار و بناهایی مربوط به قبل از اسلام در اطراف وجود دارد که نیاز به حفاری و کارشناسی دقیق دارد اما اصل اینکه چه زمانی آبدان دارای سکنه بوده و به عنوان یک روستای متمرکز وجود داشته و داد و ستد در آن رونق داشته مربوط به دوره افشاریه می‌باشد.
آبدان در سال ۱۳۷۹ از دهستان به شهر تبدیل شد.

## آثار تاریخی
آبدان آثار تاریخی نیز دارد که عبارتند از:
سد ساروجی که از ملاط ساروج ساخته شده و امروز مخروبه است و در کوه گُلی قرار دارد که در شمال شرقی آبدان است.
قلعه پشمه که از چند اتاق تودرتو ساخته شده و در ارتفاع ۸۰۰ متری کوه پشمه در شمال شرقی آبدان قرار دارد. بردن مصالح ساختمانی تا چنین ارتفاعی، امروز نیز کار دشواری است.
کلات منقلی در ۱۰ کیلومتری غرب آبدان در روستای خرگونه (احمدآباد) قرار دارد. ارتفاع این کلات ۸۰ متر است و باد و باران در حال تخریب منقل‌های سفالی این کلات است.
قلعه شیرین نیز در کوه‌های غربی آبدان، نزدیک روستای خرگونه (احمدآباد) است. از این قلعه چشمه‌ای‌آب و چند اتاق مخروبه باقی‌مانده‌است.
تل کچاوه، تل گنبدان، تل اردو، ساروج‌های تنگ نخل، برکه دی‌نظر و سیل‌بند کوه‌نی از دیگر آثار قدیمی آبدان است که تقریباً همگی در حال تخریبند و کاش تا کاملاً نابود نشده‌اند، سازمان میراث فرهنگی برای مرمت این آثار تاریخی اقدام کند.

## پیشه مردم
شغل بیشتر مردم آبدان کشاورزی و تولید گوجه فرنگی است.
آبدان، از نخستین مناطقی است که سال‌ها پیش در جنوب ایران، در فصل زمستان و در زمانی که در هیچ نقطه کشور امکان تولید گوجه فرنگی نبود در این نقطهٔ کشور گوجه فرنگی کاشت، داشت و برداشت شده و روانه شهرها و روستاهای کشور شد. هر چند اکنون در بیشتر مناطق همجوار و حتی استان‌های همسایه گوجه فرنگی کشت می‌شود امابازار سراسر کشور و حتی بازارهای صادراتی کماکان گوجه تولید آبدان را به دلیل برخورداری از طعم و مزه خاصش می‌پسندد.

## راه‌های ارتباطی
1. جاده ارتباطی کشوری بوشهر - بندر عباس از شهر آبدان می‌گذرد.
2. جاده ارتباطی آبدان-دیّر که از شهر آبدان آغاز شده و به بعد از پل بردستان ختم می‌شود.

## اماکن مذهبی
بقعه بی بی دولت: مربوط به سده‌های متاخر دوران‌های تاریخی پس از اسلام است و در شهرستان دیر، شهر آبدان واقع شده و این اثر در تاریخ ۱۸ شهریور ۱۳۸۷ با شمارهٔ ثبت ۲۳۳۲۹ به‌عنوان یکی از آثار ملی ایران به ثبت رسیده‌است و همچنین امامزاده میر بهزاد و امامزاده سید عبدالله